# Saison 2017 de l'équipe cycliste Metec-TKH-Mantel
La saison 2017 de l'équipe cycliste Metec-TKH-Mantel est la dixième de cette équipe.

## Préparation de la saison 2017

### Arrivées et départs
| Arrivées             | Équipe 2016                    |
| -------------------- | ------------------------------ |
| Dylan Bouwmans       | Rabobank Development           |
| Jasper de Laat       | Tempo Hoppenbrouwers Veldhoven |
| Jelle Nieuwpoort     | Rabobank Development           |
| Bob Olieslagers      | Rabobank Development           |
| Lars van den Berg    |                                |
| Dennis van der Horst |                                |

| Départs           | Équipe 2016                          |
| ----------------- | ------------------------------------ |
| Niels Goeree      |                                      |
| Dries Hollanders  | directeur sportif SEG Racing Academy |
| Luuk Lohuis       | Sensa-Kanjers voor Kanjers           |
| Oscar Riesebeek   | Roompot-Nedelandse Loterij           |
| Arno van der Zwet |                                      |
| Jordi van Loon    | Destil-Jo Piels                      |

## Coureurs et encadrement technique

### Effectif
| Cycliste             | Date de naissance | Nationalité | Équipe 2016                    |  |
| -------------------- | ----------------- | ----------- | ------------------------------ |  |
| Johim Ariesen        | 16 mars 1988      | Pays-Bas    | Metec-TKH-Mantel               |  |
| Dylan Bouwmans       | 16 janvier 1997   | Pays-Bas    | Rabobank Development           |  |
| Jasper de Laat       | 17 février 1994   | Pays-Bas    | Tempo Hoppenbrouwers Veldhoven |  |
| Tijmen Eising        | 27 mars 1991      | Pays-Bas    | Metec-TKH-Mantel               |  |
| Jarno Gmelich        | 21 juin 1989      | Pays-Bas    | Metec-TKH-Mantel               |  |
| Jasper Hamelink      | 12 janvier 1990   | Pays-Bas    | Metec-TKH-Mantel               |  |
| Sjoerd Kouwenhoven   | 3 novembre 1990   | Pays-Bas    | Metec-TKH-Mantel               |  |
| Stefan Kreder        | 24 août 1996      | Pays-Bas    | Metec-TKH-Mantel               |  |
| Stef Krul            | 15 juillet 1995   | Pays-Bas    | Metec-TKH-Mantel               |  |
| Jim Lindenburg       | 11 décembre 1996  | Pays-Bas    | Metec-TKH-Mantel               |  |
| Jelle Nieuwpoort     | 28 juin 1997      | Pays-Bas    | Rabobank Development           |  |
| Bob Olieslagers      | 17 mars 1997      | Pays-Bas    | Rabobank Development           |  |
| Robbie van Bakel     | 22 août 1994      | Pays-Bas    | Metec-TKH-Mantel               |  |
| Lars van den Berg    | 7 juillet 1998    | Pays-Bas    |                                |  |
| Dennis van der Horst | 11 janvier 1998   | Pays-Bas    |                                |  |
| Maarten van Trijp    | 6 octobre 1993    | Pays-Bas    | Metec-TKH-Mantel               |  |

## Bilan de la saison

### Victoires
| Victoires | Victoires                      | Victoires | Victoires | Victoires         | Victoires |
| Date      | Course                         | Pays      | Classe    | Vainqueur         |           |
| --------- | ------------------------------ | --------- | --------- | ----------------- | --------- |
| 23 fév.   | 2e étape du Tour de l'Alentejo | Portugal  | 2.1       | Johim Ariesen     |           |
| 12 mars   | Dorpenomloop Rucphen           | Pays-Bas  | 1.2       | Maarten van Trijp |           |
| 24 mars   | 5e étape du Tour de Normandie  | France    | 2.2       | Johim Ariesen     |           |